# (29467) Shandongdaxue
(29467) Shandongdaxue (1997 TS26) – planetoida z pasa głównego asteroid okrążająca Słońce w ciągu 4,68 lat w średniej odległości 2,8 j.a. Odkryta 15 października 1997 roku.